# 주마카오 타이베이 경제문화판사처
주마카오 타이베이 경제문화판사처(중국어: 駐澳門臺北經濟文化辦事處, 영어: Taipei Economic and Cultural Office in Macau) 또는 대륙위원회 마카오 판사처(중국어: 大陸委員會澳門辦事處)는 중화민국(타이완) 정부가 마카오에 설치한 재외공관이다. 타이완과 마카오 간의 관계에 관한 업무를 관할하며 대륙위원회에서 운영한다.

## 역사
포르투갈령 마카오 시대였던 1989년에 중화민국 외교부에 의해 마카오 타이베이 무역 상사(중국어: 澳門臺北貿易商社)라는 이름으로 설립되었으며 1990년에 주마카오 타이베이 무역여유판사처(중국어: 駐澳門台北貿易旅遊辦事處, 영어: Taipei Trade and Tourism Office)로 이름을 바꿨다. 중화민국 외교부에서는 해당 기구를 주마카오 타이베이 무역여유판사처(중국어: 駐澳門台北貿易旅遊辦事處, 영어: Taipei Trade and Tourism Office)라고 불렀다.
중화인민공화국 정부에서는 "주마카오 타이베이 무역여유판사처"라는 명칭이 두 개의 중국을 암시하기 때문에 반대 입장을 표명했다. 1995년에는 주마카오 타이베이 무역여유판사처가 대표부 명칭 변경을 요구했으나 중화민국 외교부는 이를 거절했다. 중화인민공화국 측에서는 1999년에 있을 마카오 반환을 앞두고 타이완 측과 협상을 가졌다. 1999년 12월 20일을 기해 마카오가 반환된 이후에 주마카오 타이베이 무역여유판사처가 타이베이 경제문화센터(중국어: 臺北經濟文化中心, 영어: Taipei Economic and Cultural Center)라는 이름으로 바꿨고 해당 기구도 행정원 대륙위원회에서 관할하게 되었다.
2011년 3월에는 마카오 행정장관 판공실이 타이완 정부에 타이완 주재 대표부 설립을 제안했다. 이와 동시에 대륙위원회에서는 마카오 주재 타이완 대표부 역할을 하던 기관인 타이베이 경제문화센터의 대외 명칭 변경과 기능적 지위 향상 문제를 제기했다. 마카오와 타이완 양측은 협의를 거쳐 합의에 도달했다. 행정원은 《홍콩 마카오 관계 조례》에 따라 마카오 정부가 타이완에 마카오 경제문화판사처를 설립하는 것을 승인했다.
마카오 특별행정구 정부는 2011년 7월 4일에 타이완에 마카오 경제문화판사처를 설립한다고 발표했다. 또한 마카오 주재 타이완 대표부 역할을 하던 기관인 타이베이 경제문화센터도 주마카오 타이베이 경제문화판사처로 이름을 바꿨다. 2012년 5월 21일에는 주마카오 타이베이 경제문화판사처 공식 현판식이 거행되었다.
2019년 7월에는 장둬마(張多馬)가 타이완 대륙위원회로부터 천쉐화이(陳雪懷)의 후임 주마카오 타이베이 경제문화판사처장으로 임명되었으나 마카오 당국이 사증 발급을 거부하면서 무산되었다. 이에 따라 마카오에 체류하고 있던 리페이루(李佩儒), 천자훙(陳佳鴻) 대리가 판사처의 직무를 수행했다. 그러던 중에 2021년 6월 27일에 천자훙 대리가 사증 연장에 실패하면서 타이완으로 떠났다. 타이완 대륙위원회는 2021년 6월 29일에 가진 브리핑에서 "천자훙은 중화인민공화국 당국에서 제시한 하나의 중국 서약서에 서명할 것을 강요받았으나 이를 거부했기 때문에 사증 연장에 실패했다."고 밝혔다. 2022년 10월 말에는 타이완에서 파견한 주마카오 타이베이 경제문화판사처 직원 4명이 사증 만료로 인하여 타이완으로 복귀했다. 이에 따라 주마카오 타이베이 경제문화판사처는 타이완에서 파견한 직원들 없이 마카오 출신 직원들에 의해 운영되었다.

## 같이 보기
- 대륙위원회
- 타이베이 대표부
- 주홍콩 타이베이 경제문화판사처
- 마카오 경제문화판사처